# Nicolás de Prato
Nicolás de Prato O.P. (en italiano, Nicolò Albertini, Niccolò Alberti; Prato, Toscana, h. 1250 - Aviñón, 1 de abril de 1321) fue un cardenal italiano, miembro de la orden de los dominicos.

## Primeros años
Albertini nació alrededor del año 1250 en la ciudad de Prato, entonces el condado de Prato, parte del Sacro Imperio Romano Germánico, de padres que pertenecían los dos a ilustres familias de Toscana.
La educación inicial de Albertini fue dirigida por sus padres. A los 16 años de edad (1266) entró en el noviciado de la orden dominica del priorado de Santa Maria Novella en Florencia, y, al profesar sus votos religiosos al año siguiente, fue enviado a la Universidad de París para completar sus estudios.

## Carrera
Albertini predicó por toda Italia con éxito, y sus lecturas teológicas recibieron especial atención en Florencia y en Roma. Sirvió como lector en el studium en Santa Maria sopra Minerva que se había desarrollado a partir del studium el primer studium romano dominico en el convento de Santa Sabina, y que se desarrollaría hasta ser la Universidad Pontificia de Santo Tomás de Aquino, Angelicum. Sus superiores le confiaron varios deberes importantes y gobernó diversas casas. Fue nombrado procurador general de toda la Orden de Santo Domingo por el Beato Nicolo Bocassini, entonces maestro general, y fue después elegido prior provincial de la provincia romana. En 1299 el papa Bonifacio VIII lo nombró obispo de Spoleto y muy poco tiempo después lo envió como legado papal ante los reyes de Francia e Inglaterra, Felipe IV y Eduardo I, con la perspectiva de reconciliarlos, una tarea aparentemente imposible. 
Albertini tuvo éxito en su misión. El papa y todo su consistorio se lo agradeció, y lo hizo vicario de Roma. El papa Benedicto XI fue particularmente cercano a Albertini, con quien había vivido largo tiempo en el mismo claustro. Poco después de su ascenso al papado (22 de octubre de 1303) hizo a Albertini obispo de Ostia, cargo que mantuvo durante casi 18 años. 
Las guerras civiles que en los siglos XIII y XIV habían devastado gran parte de Italia, especialmente Toscana, la Romaña y la marca de Treviso, hicieron que el papa de nuevo nombrara al nuevo cardenal apostólico legado, y lo envió a restaurar la paz en aquellas provincias perturbadas.
La autoridad de Albertini también se extendió a las diócesis de Aquila, Rávena, Ferrara, y las del territorio de Venecia. Fue bien recibido por el pueblo de Florencia, pero después de muchos esfuerzos inútiles para lograr la reconciliación entre los güelfos y los gibelinos, dejó la ciudad y la puso bajo interdicto. 
El 29 de junio de 1312, en el nombre del papa Clemente V, Albertini coronó a Enrique de Luxemburgo como Sacro Emperador de Roma. Fue más tarde el principal juez del juzgado que exoneró al fraile dominico, Bernardo da Montepulciano, del cargo de asesinar a Enrique a través de una hostia envenenada en una misa. Coronó a Roberto de Nápoles, hijo y sucesor de Carlos II de Nápoles, como rey de Sicilia. 
Como cardenal obispo de Ostia e Velletri y decano del Colegio Cardenalicio, Albertini fue elector en el cónclave de 1314-16, el más largo de la historia, que eligió a Juan XXII.
Albertini fue decano del colegio cardenalicio desde agosto de 1312 hasta su muerte en Aviñón. Está enterrado en la iglesia dominica de ese lugar.
El cardenal de Ostia fue conocido por su gran amor por los pobres, especialmente los pobres de la ciudad de Prato. También hizo generosas donaciones a casas de religión y para que se erigieran iglesias. En Aviñón estableció una comunidaad de monjas similar a las que fundó Santo Domingo en la Iglesia de San Sisto Vecchio de Roma. Obtuvo para su orden el cargo de Maestro del Sacro Palacio, que ha mantenido desde entonces un fraile dominico.

## Obras
Dos trabajos menores son todo lo que se conoce de los escritos de Albertini. Uno es un tratado sobre el Paraíso, y el otro la forma en que se deben celebrar asambleas de obispos.